# 我愛黑澀會
《我愛黑澀會》是台灣Channel [V]娛樂台的綜藝節目，簡稱《黑澀會》，2005年8月1日開播，節目主題與該台另一節目《模范棒棒堂》相似，是以招募多位青少女參加節目演出，並以明星養成為目標。播出集數超過1,000集，並曾與《模范棒棒堂》並列為 Channel [V] 收視率最高的節目。本節目於2009年10月1日播出最後一集首播節目，並與《模范棒棒堂》合併成一個新節目《我愛黑澀棒棒堂》。2009年10月12日，《我愛黑澀棒棒堂》在本節目原有時段開播。

## 簡介
《我愛黑澀會》由金星娛樂製作，在台灣Channel [V]娛樂台播出。雖然每集主題不同，但宗旨不變：提供一個表演平台，讓每一位有明星夢的年輕女孩們有更快更安全的方式進入演藝圈。
節目於2007年入圍金鐘獎，也是Channel [V]13年來第一次入圍。2006年7月4日播出「2006年中評比（下）」時，以0.98的收視率首次進入AC尼爾森的個人收視排行；亦在2006年8月，以1.13破1的收視率擠進收視榜第44名，也是台灣Channel [V] 開台以來最好收視的節目。

### 大事記

#### 節目開創
黑人（陳建州）於2005年7月29日成立黑澀會，在勁辣學生學團的簇擁下，搭乘著加長型凱迪拉克敞篷車現身記者會，並以學團老大之姿，號召七年級學員宣誓入會，誓師大會上學員們插黑旗宣讀三戒：不遲到早退-準時收看、不偷吃劈腿-不轉台、不扭捏作態-發揮愛現本性，入會過程猶如到了黑幫現場，唯獨不同的是，黑澀會多加了短裙、粉紅辣妹的元素。

#### 隱藏版的試播單元
節目第一次試錄的時候，製作單位便因應時效性訂了「九月墮胎潮」的主題。第一次試錄請到了AV女優和婦產科醫生來討論，當時只是想提供少女實用的資訊，結果沒想到，節目一錄完，年僅14歲的小婕就被嚇哭了。
後來，與經過製作單位討論過後，決定以「實驗品」為由，不予播出。

#### 首集點滴
播出的首集由庹宗康擔任「兩性專家」角色，教授七年級女生如何和男人交往。說話直爽、無厘頭的學生竟劈頭就問庹宗康：「你對愛情如果這麼厲害，怎麼會被小嫻拋棄?」還問到女友和同性朋友親吻的感想，讓庹宗康面紅耳赤、尷尬萬分，只好現場拉著黑人嘴對嘴親吻：「像我們這樣，只是朋友沒有曖昧情感的接吻就可以接受！」在場甚至包括一名「變裝」美眉－寶兒。

#### 黑澀會美眉（九妞妞）（黑Girl前身）出道
節目單位在2006年5月由我愛黑澀會這節目選出了9位正式出道藝人，並組成了女子團體黑澀會美眉（黑Girl前身），並於2006年5月在Channel[V] le party台中樂派對演唱會中作首次公開演出。當時成員包括：大牙 （團長）、Apple、MeiMei（副團長）、彤彤、丫頭、小薰、鬼鬼、小蠻及筱婕。

#### 第一次佈景改版
我愛黑澀會在2006年4月28日（第195集）的第15次美眉淘汰賽淘汰了牙牙、拔辣、味噌之後，於2006-05-01（第196集）正式宣布第一次佈景改版，連制服也換了，而當天就是錄第8次智力測驗－筱婕篇（整人計畫）。

#### 第二次佈景改版
我愛黑澀會在2008-02-04（第656集）新景啟用大典中，由前節目總監張世明（ANDY）及詹仁雄正式宣布第二次佈景改版。

#### 黑澀會美眉-九妞妞（黑Girl前身）暫別
因籌備新專輯的關係，黑澀會美眉-九妞妞（黑Girl前身）2008年4月至10月暫別我愛黑澀會

#### 台視首播
2008年台視以1集15到20萬元新台幣購買本節目的首播權，並於5月19日至8月7日逢週一至週五晚上在台視主頻道首播。

#### 黑澀會美眉－九妞妞改名黑Girl
在2008年8月18日節目「就是她們取代黑澀會美眉」裡，黑澀會美眉-九妞妞正式改名為黑Girl。原因因為團體新加入華納音樂而且也為打進中國市場所鋪路。但也有媒體猜測改名和節目上美眉的負面新聞有關。

#### 美眉大規模被換事件
在2008年10月中，有包括美眉本身的網上消息指部份美眉將以無預警方式離開本節目，當中更包括多名對節目有重大貢獻的元老級美眉。被撤換的美眉粉絲曾發動罷看節目，並群起發文抗議。前節目總監張世明（Andy）因接近群眾而首當其衝受到炮轟。及後多名官網美眉討論區版主被撤職及凍結帳戶，版內瀰漫一片白色恐慌。
至今官方還沒有作出正式的公開聲明或澄清，但根據自由時報於10月22日的報導，Channel [V]並沒有將美眉趕出節目，目前只是因為節目改版暫時停止有關美眉的通告，她們將會在稍後重新回到節目。
由於10月24日，官方論壇流出瑤瑤穿著新制服參與錄影的相片跟洪詩重新錄影的消息（洪詩跟瑤瑤均有於2008年10月30日的模范棒棒堂中以新制服代表黑澀會美眉參與節目），證實了自由時報的報導。
同年11月4日，前節目總監張世明（ANDY）在網上為美眉事件向網友們作進一步回應，希望平息事件。
值得一提的是Channel [V]重申除了其下合約藝人黑Girl以外，大部分美眉都是以〝來賓〞的身份來參加節目，改版之後也只有少數美眉回來錄影。
同年12月25日，我愛黑澀會官方網站正式關閉一些不再參加錄影的美眉討論分板，只保留黑Girl成員、洪詩、玉兔、瑤瑤、允菲、蚊子、Taco、斯亞、昆凌、甜兒討論區分版，進一步證實部分美眉被撤換及被趕出節目的消息。

#### 節目改版
2008年10月27日，Channel [V]播出首集改版節目，而黑Girl亦正式重新參與節目。改版後最重要的變化，是每集參與的美眉人數由20位減為12位，是節目啟播後首次改變參與人數。

#### 千集評比
為紀念節目於2009年6月3日播出滿1000集，Channel [V]安排於2009年6月4日及6月5日兩天的節目中進行於節目改版後首次評比。

#### 合併傳言

##### 「你型我美」
早前有消息指，《模棒棒堂》將在7月13日正式退堂，在這段期間官方討論區亦出現大量「聲援」該節目的討論，希望有關方面打消該念頭。但在7月7日之時，再有傳本節目最終在公司緊急企劃定案中，正式決定把該節目以及本節目於2009年7月13日共同停播，而且進行大革新，把兩節目合併成新節目─「你型我美」，但消息已被Channel [V]否定。所有傳言最後隨著《模范棒棒堂》於7月30日正式退堂後中止。

##### 合併傳言（二）
繼在2009年年中多次有合併傳言，指《模棒棒堂》節目與《我愛黑澀會》將合併成新節目，但終究是一個傳言。但在《模范棒棒堂》正式停播之後約兩個月左右，再次傳出合併的消息。
只不過，這次的消息並沒有像上次的「規模」那麼大。事緣在9月10日，有《我愛黑澀會》的粉絲在網上搜尋得到，有一個網站指是Channel [V]的代表，詢問粉絲黑Girl、Lollipop棒棒堂將在晚上10點一起組合成一個新節目，希望可以粉絲給意見給他們。
但消息一傳出，就在官方討論區再有討論。由於《模棒棒堂》正式停播，故此暫時沒有在模范區發起討論，只是在黑澀會區發起討論。而Channel [V]並沒有發表任何意見。

#### Channel [V] 重播
2009年7月27日起逢週一至週五晚上8點重播。

#### 節目結束
在2009年9月25日起，Channel [V]播出全新的節目預告 - 《我愛黑澀棒棒堂》，將於10月12日晚上2200時段播出。新節目取名自同名的過年特別節目，集合《模棒棒堂》Choc7和模范三軍以及《我愛黑澀會》美眉與黑Girl。
《我愛黑澀會》在2009年10月1日播出第1069集「新妞實力大比拼」，結束了四年多的光輝歲月。

#### 重播帶消失事件
有網友發現我愛黑澀會的重播帶在主流的電視節目錄製單位裡突然消失不見，由於這些的影片是因為違反使用條款而被移除，因此網友推測這應該是由Channel [V]提出的侵權抗議所導致的。

### 節目內容
節目主要以類似上課的性質呈現，每集內容不一，不時邀請藝人、SBL職籃球員來講述不同主題，例如「表演課」、「音樂課」、「舞蹈課」、「體育課」；或舉辦「基本學測」（智力測驗）"美眉大突擊"、「真心換絕情」、「美眉大挑戰」、「野蠻遊戲」、「美眉愛演戲」、「美眉趣味競賽」、「美眉調查局」、「美眉偵查庭」、「大告解」、「誠實賓果王」、「美眉大審判」、「我要活下去」、「到底會是誰」等等單元，到室外舉行「爆笑運動會」，甚至會有一些「特別企劃」。
眾多觀眾反應《我愛黑澀會》節目部份單元抄襲日本著名綜藝節目《男女糾察隊》的創意，飽受網友抨擊，製作單位Channel [V]則不予回應。

#### 開頭動畫
我愛黑澀會播出至今已經換了4個開頭動畫

| 動畫  | 播放期間                                      | 片頭曲        |
| ----- | --------------------------------------------- | ------------- |
| 第1個 | 2005-08-01（第1集）～2006-04-28（第195集）    |               |
| 第2個 | 2006-05-01（第196集）～2006-11-30（第349集）  | 我愛黑澀會    |
| 第2個 | 2006-12-01（第350集）～2007-05-31（第479集）  | Shake It Baby |
| 第2個 | 2007-06-01（第480集）～2008-02-01（第654集）  | 幸福的泡泡    |
| 第3個 | 2008-02-04（第656集）～2008-08-11（第788集）  | 幸福的泡泡    |
| 第3個 | 2008-08-11（第789集）～2008-10-31（第848集）  | 叫姊姊        |
| 第4個 | 2008-11-03（第849集）～2009-10-01（第1069集） | 哈庫吶瑪塔塔  |

#### 進場呼喊
通常在嘉賓進場前，美眉都會大聲喊「Woo～」，這與「三合一 哇~」均被稱為黑澀會給與來賓的「最高榮譽」。節目官網也因此得名。

#### 出場方式
我愛黑澀會起初以[粉青春]、[無厘頭]、[愛搞怪]、[有思想]、[超另類]、[靚女仔]、[KUSO]、[最另類]的標題，

兩個人一組介紹美眉出場，但是這部分在2008-10-20（第839集）之後就改為「美眉下課悄悄話」

#### 美眉下課時間悄悄話
從2008-10-27（第844集）開始，位於開場舞的前面，主要是講一些美眉們的八卦，不過這部分在2009-02-06（第917集）之後就跟「開場舞」一起消失在這節目中。

#### 開場舞
班長歡迎老師與助教之後，接著就是跳開場舞，然後在是宣布上課，不過開場舞在2009-02-06（第917集）之後就不跳了。

#### 班長
第一任：大牙

第二任：Venessa

第三任：MeiMei

第四任：瑤瑤

#### 作息與制服
我愛黑澀會一天錄影7集，總共7小時，跟一般學生一樣。制服的所有權歸Channel [V] 所有，言下之意，錄影完就必須歸還給製作單位，以便乾洗。
- 黑澀會美眉的制服是以粉紅色與藍色來區分黑Girl成員和一般美眉
  - 黑Girl成員：粉紅色
  - 一般美眉：藍色

大部份的美眉都搭配短裙，只有鬼鬼、甯兒、小蠻及冰冰還是搭配褲子

我愛黑澀會播出至今已經換了6套制服
- 統一顏色
  - 2005-08-01（第1集）～2006-04-26（第193集）
  - 2006-05-01（第196集）～2007-03-14（第423集）
  - 2007-03-20（第427集）～2007-08-28（第542集）
- 兩種顏色
  - 2007-08-29（第543集）～2008-02-08（第658集）
  - 2008-02-08（第658集）～2008-10-31（第848集）
  - 2008-11-03（第849集）～2009-10-01（第1069集）

## 主持人與成員
- 主持：陳建州（黑人老大）
- 助理主持：由黑Girl成員輪流擔任[註 1]／容嘉／小香[註 2]
- 外景主持：鮪魚[註 3]／小香／小馬／大牙
- 旁白：陳彥銘（B2）
- 主要評審：張世明（整體表現）、藍波（舞蹈台風）、大目（舞蹈台風）、A-Lin（歌唱）、Dennis（歌唱）、丁曉雯（歌唱）、大牙、Kimiko（舞蹈台風）

### 成員加入及離開制度
成員以14至20歲的女生為主，在節目中多被稱為「美眉」，一般由選拔賽中選出。但自2008年末變更節目形態起，開始改由經觀眾或網友憑推薦環節的表現投票選出美眉（如小牛、大大），或者邀請曾參與過節目環節的來賓加入（如薇安），甚至是直接由內部推薦（如冰冰、蓓蓓）。雖然自4月起的推薦環節已加入才藝表演，但仍然與以前的選拔賽形態大相逕庭。
自2005年10月起，不定期舉辦「美眉淘汰賽」來決定要淘汰者。參加者表演才藝，並邀請評審決定優勝及淘汰名單。每次的淘汰賽會決定三位左右的優勝及淘汰一至三位參賽者，獲得三次或以上優勝的美眉就不必參加淘汰賽。年中與年末舉辦評比活動，表現優異者可以獲得獎賞。此外，也有不定期舉辦的甄選及被淘汰成員的「敗部復活賽」。
雖然淘汰賽是一個重要的離開機制，不過基於美眉通常進多出少，淘汰賽未必能夠應付，基本上大部分離開的美眉都是經由自然流失或停止通告而離開節目。
但在2008年節目改版後，原本在節目裡淘汰賽的機制已經從節目中完全消失。

### 成員發展
美眉們參與節目後其中一項發展就是成為Channel [V]屬下的合約藝人。至今節目第一個(也是唯一一個)的出道組合，由八位成員的黑Girl。他們八人除了有繼續參與我愛黑澀會節目錄影之外，也有參演偶像劇或主持節目，亦發行了多張專輯。值得一提的是，團長大牙在成軍之前已率先被Channel [V]簽下成為VJ，是節目第一個出道成員。
除了成為合約藝人之外，其他普通成員亦會間中獲得參與拍攝或主持其他Channel [V]台灣製作的節目的機會，以美眉普普風(已停播)為主。另外所有成員亦有機會於姊妹節目模范棒棒堂成為嘉賓。
另外除成為Channel [V]屬下藝人之外，有部分離開或被淘汰的美眉會參與其他選秀節目，或直接成為其他經紀公司旗下的藝人。例如鴨子和巴冷轉戰超級星光大道，惜兒 （页面存档备份，存于）轉戰超級偶像，琳恩參選2008亞洲小姐，巧克力上節目全民最大黨模仿，小米取藝名夏宇童發行個人專輯，狗狗成為金星娛樂事業有限公司旗下藝人等。
也有部分美眉於離開後會擔任其他節目的主持，例如彤彤繼續主持MOMO歡樂谷。鬼鬼則是單飛後接棒主持黃金計程車，後因拍劉子千的唸你MV爆红，活躍於戲劇，如我和我的兄弟·恩、料理情人梦、畫皮、陸貞傳奇、無懈可擊之藍色夢想、戀夏38℃、少年四大名捕，更是第一位出個人唱片的成員。2013年2月，與韓國組合2PM成員玉澤演於世界版《我們結婚了》成為鬼澤夫婦，進軍亞洲，為人所熟悉。
2010年1月10日， 大牙、Apple、MeiMei、筱婕、洪詩、玉兔加盟由前Channel [V]前總監Andy哥及黑人一起創辦的傳奇星娛樂股份有限公司，成為他們旗下的簽約藝人。當中，洪詩及玉兔終於正式出道。
2010年3月17日，小蠻最後一次為【我愛黑澀棒棒堂】節目演出，之後隨即宣佈已經加盟伊林模特兒經紀公司，正式脫離黑Girl，作個人單飛發展，未來將朝向全方位的模特兒工作努力，站上伸展台。
同日，大牙、Apple、MeiMei、筱婕亦正式宣佈退出黑Girl，因她們之前已加盟傳奇星娛樂。現在他們已經在 Andy哥的新節目我愛男子漢當嘉賓了。 Channel [V]亦證實舊有的黑Girl已經正式解散。而新一代的黑Girl則由舊成員丫頭及小薰，還有美眉勇兔及糖果組成。但實情是，兩家公司在出席活動時還是同樣使用黑Girl這個名稱。
2012年8月27日，康熙來了特別為此節目打做一個小型舊生會活動。
2012年11月24日，《給力男子漢》亦特設單元重現黑澀會，出席的美眉包括有鬼鬼、大牙、Apple、丫頭、筱婕、彤彤、瑤瑤和玉兔。

### 美眉的紀錄
此處僅列節目結束前經常出席節目的成員作紀錄
- 最早通過三次淘汰賽及出道的美眉：大牙
- 從開播至停播皆有出席的美眉：洪詩
- 年紀最大的美眉：Apple
- 出席率最高的美眉：瑤瑤

## 外部連結
- 我愛黑澀會官方網站 （页面存档备份，存于） - 台視
- Wikia中文台：我愛黑澀會 （页面存档备份，存于）

## 外地播出時間
香港 J2台（已停播）
- 首播舊集數：週日/一 19:00-19:55 及 00:30-01:25/01:00-01:55
- 重播：週日/一 11:00-11:55

星空衛視 （中國版）
- 首播：週日 17:00-18:00

ASTRO AEC （马来西亚）（已停播）
- 首播：周四至周五 20:00-21:00
- 重播：周四至周五 16:30-17:30、周日至周一　02:00-03:00

註：以上均為UTC+8地區的播出時間。

## 作品的變遷
| Channel [V]娛樂台 星期一至四 22:00 - 23:00 | Channel [V]娛樂台 星期一至四 22:00 - 23:00 | Channel [V]娛樂台 星期一至四 22:00 - 23:00 |
| ------------------------------------------ | ------------------------------------------ | ------------------------------------------ |
|                                            | 我愛黑澀會 （2005.08.01 - 2009.07.16）     |                                            |
| - （ -2005.07.30）                         | 模范棒棒堂 （2009.07.22 - 2009.07.30）     |                                            |

| Channel [V]娛樂台 星期五 22:00 - 23:00 | Channel [V]娛樂台 星期五 22:00 - 23:00     | Channel [V]娛樂台 星期五 22:00 - 23:00 |
| -------------------------------------- | ------------------------------------------ | -------------------------------------- |
|                                        | 我愛黑澀會 （2005.08.01 - 2009.07.02）     |                                        |
| - （ -2005.07.30）                     | Love Love Love （2009.07.03 - 2009.11.27） |                                        |

| Channel [V]娛樂台 星期一至四 22:00 - 23:00 (07月22日,07月23日,07月29日,07月30日更改模范棒棒堂播映時段22:00-23:00) | Channel [V]娛樂台 星期一至四 22:00 - 23:00 (07月22日,07月23日,07月29日,07月30日更改模范棒棒堂播映時段22:00-23:00) | Channel [V]娛樂台 星期一至四 22:00 - 23:00 (07月22日,07月23日,07月29日,07月30日更改模范棒棒堂播映時段22:00-23:00) |
| --- | --- | --- |
| | 我愛黑澀會 （2009.08.03 - 2009.10.08）                                                                            | |
| 模范棒棒堂 （2009.07.22 - 2009.07.30）                                                                            | 我愛黑澀棒棒堂 （2009.10.12 - 2010.2.26）                                                                         | |

| 星空卫视 星期日 17:00 - 18:00 | 星空卫视 星期日 17:00 - 18:00 | 星空卫视 星期日 17:00 - 18:00 |
| ----------------------------- | ----------------------------- | ----------------------------- |
|                               | 我愛黑澀會                    |                               |
| 模范棒棒堂                    | 音乐飙榜                      |                               |